# Saint-Pierre-la-Rivière
Saint-Pierre-la-Rivière era una comuna francesa situada en el departamento de Orne, de la región de Normandía, que el 1 de enero de 2017 pasó a ser una comuna delegada de la comuna nueva de Gouffern-en-Auge al fusionarse con las comunas de Aubry-en-Exmes, Avernes-sous-Exmes, Chambois, Courménil, Exmes, Fel, La Cochère, Le Bourg-Saint-Léonard, Omméel, Silly-en-Gouffern, Survie, Urou-et-Crennes y Villebadin.

## Demografía
| Gráfica de evolución demográfica de Saint-Pierre-la-Rivière entre 1800 y 2014 |
|                                                                               |

Los datos demográficos contemplados en este gráfico de la comuna de Saint-Pierre-la-Rivière se han cogido de 1800 a 1999 de la página francesa EHESS/Cassini, y los demás datos de la página del INSEE.